# هيروارد
هيروارد هو أحد قادة التمرد ضد وليام الفاتح ولقب باليقظ (بالإنجليزية: Hereward The Wake)‏ في أزمنة تالية وكان أحد المستأجرين في بيترزبورو أبي حيث امتلك ارضا في جنوب غرب لينكون شاير، وأول عمل موثق عنه كان هجومه علي بيترزبورو عام 1070 مع جماعة من الخارجين عن القانون والغزاة الدنماركيين، ثم قام بالصمود في وجه حكم وليام في جزيرة إلي وعندما أخذها النورمان هرب هيروارد ورجاله عبر المستنقعات. كانت أعماله قد تركت انطباعا قويا على الناس حيث حيكت العديد من الحكايات عنه، حيث أصبح بطلا في قضية الإنكليز.